# Drôle de vidéo
Drôle de vidéo est une émission de télévision québécoise diffusée entre le 26 janvier 1990 et le 18 août 1999 sur le réseau TVA. Adaptation de America's Funniest Home Videos, elle présente des vidéos de la vie de tous les jours envoyés par les spectateurs. Cette émission a été animée par Serge Grenier à l'hiver 1990, Gilles Payer, de l'automne 1990 à 1991 puis de 1994 à 1996, Alain Dumas de 1991 à 1994, et Jean-Michel Dufaux de 1996 à 1999.
L'émission avait un public en studio et invitait le public à envoyer leurs vidéos à l'émission. Des vidéos de l'émission américaine comblaient le reste du temps.

## Historique
Le concept est à l'origine une émission japonaise Kato-chan Ken-chan Gokigen TV dans laquelle les téléspectateurs peuvent envoyer leurs vidéos personnelles, et diffusée à partir du 11 janvier 1986 sur Tokyo Broadcasting System.
Puis America's Funniest Home Videos est développée à la télévision américaine. L'émission a débuté le 26 novembre 1989 comme une émission spéciale puis à partir du 14 janvier 1990 de manière régulière sur le réseau ABC.

## Équipe de l’émission

### De 1990 à 1997
- Réalisateur : Pierre Laberge, Claude Brunelle
- Recherchistes : Nicole Monette, André Poirier, Jean-Pierre Laurendeau
- Assistante à la réalisation : Suzanne Szabo
- Bruiteur : Ronald Dubé
- Production : Intégral Vidéo, TVA

### De 1997 à 2000
- Producteur exécutif : Pierre Sainte-Marie
- Productrice : Joane Ahélo
- Réalisateur : Claude Brunelle
- Recherchiste : Marc Leblanc
- Bruiteur : Ronald Dubé
- Production : JPL Production

## Adaptations françaises
En France, TF1 a lancé dès le 8 juillet 1990, Vidéo gag, directement adapté de America's Funniest Home Videos.
La Cinq a lancé avec moins de succès dès le 14 juillet 1990, Les Mordus de la vidéo, directement adapté de la version québécoise Drôle de vidéo.

## Collections vidéos
- 1993 : Les Meilleurs de Drôle de vidéo, coffret-vidéo volume 1 (Intégral Vidéo)
- 1994 : Les Meilleurs de Drôle de vidéo, coffret-vidéo volume 2 (Intégral Vidéo)
- 1995 : Les Meilleurs de Drôle de vidéo, coffret-vidéo volume 3 (Imavision)
- 1996 : Les Meilleurs de Drôle de vidéo, coffret-vidéo volume 4 (Imavision)
- 1997 : Les Meilleurs de Drôle de vidéo, coffret-vidéo volume 5 (DEP Direct)